# Лисняк, Павел Яковлевич
Павел Яковлевич Лисняк (10 [23] июля 1908, Старые Кодаки, Екатеринославская губерния — 14 мая 1977, Москва) — советский государственный и хозяйственный деятель. Лауреат Сталинской премии.

## Биография
Родился в селе Старые Кайдаки Екатеринославской губернии.
Образование: рабфак при Киевском машиностроительном институте (1929—1931), Киевский индустриальный институт (1931—1936).
Работал в крестьянском хозяйстве отца, затем в 1926—1929 в качестве служащего в различных районных организациях. Член ВКП(б) с 1930 г.
С 1936 г. на хозяйственной и другой руководящей работе:
- 1936—1938 технолог цеха, заместитель начальника отдела, старший технолог, начальник цеха Челябинского тракторного завода
- 1938 — секретарь Тракторозаводского райкома ВКП(б) (Челябинск)
- 1938—1942 зам. начальника производства, начальник цеха, зам. главного инженера ЧТЗ
- 1942—1945 начальник цеха Московского автомобильного завода имени И. В. Сталина
- 1945—1952 директор Харьковского тракторного завода
- 1952—1954 директор Горьковского автомобильного завода
- 1954—1957 заместитель министра автомобильной промышленности СССР
- 1957—1965 председатель Киевского СНХ.
- 1965—1967 зам. председателя Госплана УССР.
- 1967—1977 первый заместитель министра автомобильной промышленности СССР

Кандидат в члены ЦК КП(б) Украины 28.1.1949 — 23.9.1952 и в 1966—1971, член ЦК КП Украины в 1960—1966 гг. Депутат Верховного Совета СССР 5 и 6 созывов.
Похоронен на Новодевичьем кладбище

## Награды и премии
- 3 ордена Ленина
- орден Октябрьской Революции
- 4 ордена Трудового Красного Знамени (в том числе 26.06.1958)
- медали
- Сталинская премия (1952)